# Тройной форсаж: Токийский дрифт (саундтрек)
The Fast and the Furious: Tokyo Drift (Original Motion Picture Soundtrack) — саундтрек к фильму Джастина Лина «Тройной форсаж: Токийский дрифт». Выпущен 20 июня 2006 года на лейбле Motown Records.

## Список композиций
| №                   | Название                                        | Автор(ы)                                                          | Producer(s)             | Длительность |
| ------------------- | ----------------------------------------------- | ----------------------------------------------------------------- | ----------------------- | ------------ |
| 1.                  | «Tokyo Drift (Fast & Furious)» (Teriyaki Boyz)  | Keisuke Ogihara Ryouji Narita Ryu Young Ki Seiji Kameyama         | The Neptunes            | 4:15         |
| 2.                  | «Six Days (Remix)» (DJ Shadow и Mos Def)        | Josh Davis Brian Farrell Dennis Olivieri                          | DJ Shadow               | 3:53         |
| 3.                  | «The Barracuda» (The 5.6.7.8's)                 | Bernice Williams                                                  | The 5.6.7.8's           | 2:28         |
| 4.                  | «Restless» (Evil Nine)                          | Tom Beaufoy Patrick Pardy Garvin Edwards                          | Pat Pardy               | 4:56         |
| 5.                  | «Round Round» (Far East Movement)               | Jae Choung James Roh Kevin Nishimura Robert Daniels Stefon Taylor |                         | 3:21         |
| 6.                  | «She Wants to Move» (N⋆E⋆R⋆D)                   | Pharrell Williams Chad Hugo                                       | The Neptunes            | 3:35         |
| 7.                  | «Cho Large» (Teriyaki Boyz и Pharrell Williams) | Williams Ogihara Narita Young Ki Kameyama                         | The Neptunes            | 5:15         |
| 8.                  | «Resound» (Dragon Ash)                          | Kenji Furuya Hide                                                 | Dragon Ash              | 4:09         |
| 9.                  | «Speed» (Atari Teenage Riot)                    | Alec Empire                                                       | David Harrow            | 2:50         |
| 10.                 | «Bandoleros» (Don Omar и Tego Calderón)         | William Omar Landrón Tego Calderón Armando Rosario Paul Irizarry  | Echo и Diesel           | 5:07         |
| 11.                 | «Conteo» (Don Omar)                             | Landrón LaRon James                                               | Josias de la Cruz Naldo | 3:18         |
| 12.                 | «Mustang Nismo» (Brian Tyler)                   | Brian Tyler                                                       | Brian Tyler             | 2:23         |
| Общая длительность: | Общая длительность:                             | Общая длительность:                                               | Общая длительность:     | 45:30        |

## Другие песни
В фильме звучали другие песни, не включенные в официальный саундтрек.
«Bawitdaba» Кида Рока проигрывается в эпизоде с первой гонки в фильме, где персонаж Лукаса Блэка Шон Босуэлл соревнуется с персонажем Закери Тая Брайана Клеем. «Ooh Ahh (My Life Be Like)» группы GRITS с участием Тоби Мака была показана в фильме во время сцены с персонажем Твинки, сыгранный Bow Wow. Песня The Prodigy «You’ll Be Under My Wheels» использована в качестве ведущего в финальных титрах фильма.  